# Thalwenden
Thalwenden é um município da Alemanha, localizado no distrito de Eichsfeld, estado da Turíngia.  Pertence ao Verwaltungsgemeinschaft de Uder.

## Demografia
Evolução da população (em 31 de dezembro):
| - 1994 - 347 - 1995 - 350 - 1996 - 358 - 1997 - 368 | - 1998 - 364 - 1999 - 377 - 2000 - 388 - 2001 - 386 | - 2002 - 382 - 2003 - 381 - 2004 - 374 |

Fonte: Datenquelle - Thüringer Landesamt für Statistik